# Filosofská historie (Alois Jirásek)
Filosofská historie (cz. Historia filozofów) – powieść czeskiego pisarza Aloisa Jiráska, wydana w 1878. Utwór opowiada o czasach bezpośrednio poprzedzających Wiosnę Ludów i o samej rewolucji. Akcja rozgrywa się w Litomyślu, mieście, które autor dobrze znał ze swojej pracy nauczycielskiej. Bohaterami są studenci. Ich patriotyczny zapał został przeciwstawiony bezczynności zniemczonego mieszczaństwa.
Powieść została wydana w Polsce pod tytułem Studenckie dzieje z dawnych lat.